# Itj-taui
Itj-taui (teljes egyiptomi neve: Amenemhat-itj-taui, ỉmn-m-ḥ3t ỉṯỉ-t3.wỉ, „Amenemhat, a Két Föld meghódítója”) Egyiptom egyik fővárosa volt az ókorban. A XII. dinasztia első uralkodója, I. Amenemhat alapította uralkodása 20. évében, i. e. 1971 körül, Memphisztől délre. Pontos helye ismeretlen, valahol a Fajjúm környékén lehetett; nekropoliszai List, Káhún és Dahsúr. A helyszínre valószínűleg azért esett a választás, mert közel volt Kánaánhoz, ahonnan időnként betörések történtek Egyiptom területére, melyeket az uralkodó meg kívánt akadályozni.
Itj-taui valószínűleg a XIII. dinasztia korának közepéig volt lakott, Mernoferré Ay a dinasztia utolsó uralkodója, akit Felső- és Alsó-Egyiptomból is említenek. Lehetséges, hogy ekkoriban hagyták el Itj-tauit a délebbre fekvő Théba kedvéért; talán azért, mert az ország északi részét megszállták a kánaáni uralkodók. Egyes tudósok innen számítják a középbirodalom végét és a második átmeneti kor kezdetét.
| V15 · t | A24 | N17 · N17 · N23 · N23 | O49 |

| V15 · t | A24 | N17 · N17 · N23 · N23 | O49 |

| M17 | Y5 · N35 | G17 | F4 · X1 | V15 | N16 · N16 | X1 · O49 |

| M17 | Y5 · N35 | G17 | F4 · X1 | V15 | N16 · N16 | X1 · O49 |

## Fordítás
- Ez a szócikk részben vagy egészben  az   Itjtawy című angol Wikipédia-szócikk ezen változatának fordításán alapul.  Az eredeti cikk szerkesztőit annak laptörténete sorolja fel. Ez a jelzés csupán a megfogalmazás eredetét és a szerzői jogokat jelzi, nem szolgál a cikkben szereplő információk forrásmegjelöléseként.